# Lac de la Liez
Pour les articles homonymes, voir Liez.
Le lac de la Liez est le plus grand des quatre lacs d'alimentation du bief supérieur du canal entre Champagne et Bourgogne.

## Situation géographique
Situé à l'est de Langres (Haute-Marne), il est longé sur sa partie ouest par la route départementale D 284 qui mène à Peigney au nord du lac.
À l'est se trouve le village de Lecey.

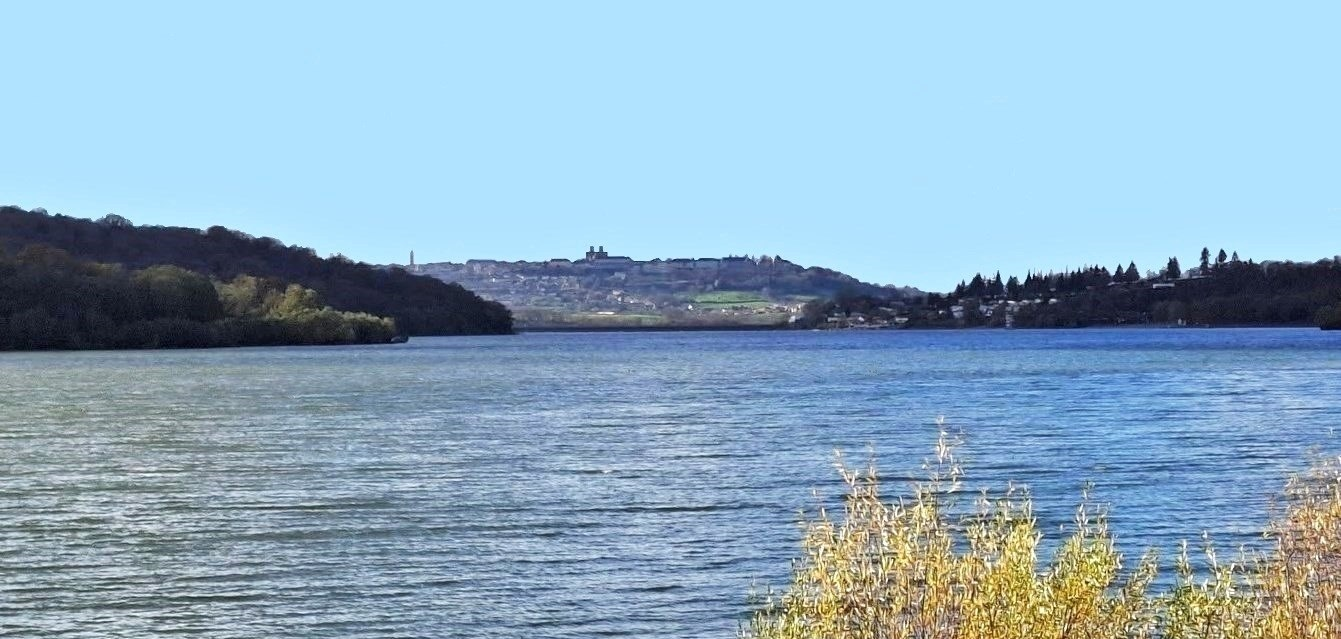
Le lac de la Liez

## Histoire
Les travaux de la construction du barrage commencent à la fin de l’année 1881 s’achèvent en 1886 en donnant naissance à une retenue d’eau d’un peu plus de 270 hectares pour un volume de 16 millions de mètres cubes, ce qui constituera le plus grand lac artificiel de France à l'époque.

## Dimensions
Le plan d'eau possède une surface de 290 ha avec une longueur de rive de 14,2 km, dont un barrage long de 459 mètres. Sa profondeur maximale est de 18 mètres.

## Activités sur et autour du lac
- La pêche : on y pratique surtout la pêche au brochet et à la carpe.
- Voile et Planche à Voile : une base départementale de loisirs et de plein-air y est établie.
- Locations : de pédalos et de bateaux sans permis (moteur électrique).
- Plage, snack, parc de jeux aquatiques gonflables et solarium.

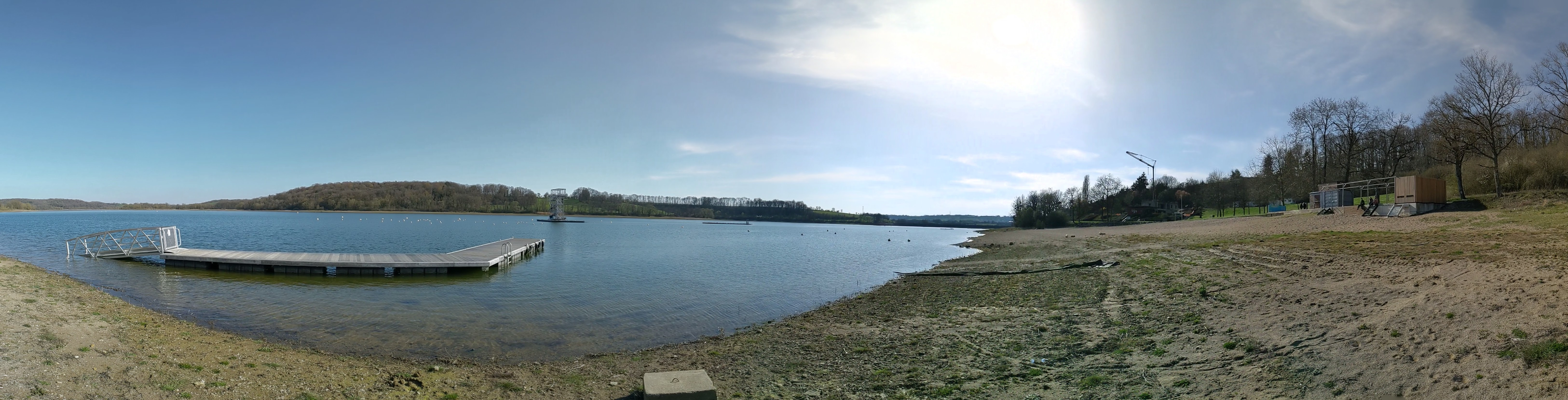
Vue panoramique du Lac de la Liez, prise depuis la plage

- Restaurants, brasseries, camping.
- Ski nautique.